# Bageterie Boulevard
Bageterie Boulevard [Bageterie bulvár] je český řetězec provozoven rychlého občerstvení se sídlem v Praze-Hloubětíně. První provozovna byla otevřena v roce 2003 na Vítězném náměstí v pražských Dejvicích. K roku 2021 byla co do počtu provozoven na třetím místě v Česku, hned po KFC a McDonald’s. V současné době pod hlavičkou Bageterie Boulevard fungují franšízové restaurace v Česku a na Slovensku. Řetězec se připravuje na další zahraniční expanzi.
Bageterie Boulevard nabízí zapečené a čerstvé bagety, saláty, polévky, patatas, nápoje a další. Pobočky se nacházejí v blízkosti kancelářských budov a kampusů, nebo v nákupních centrech, dále pak na hlavních silničních tazích. Řetězec spadá pod českou firmu Crocodille a jediného vlastníka skupiny Crocodille Petra Cichoně.

## Bageterie Boulevard ve světě
Bageterie Boulevard má v roce 2023 celkem 60 provozoven především ve střední Evropě. Do budoucnosti se uvažuje o vstupu na další středoevropský trh (Rakousko, Maďarsko, návrat do Polska, Německa), dále pak na Střední východ (Omán, Saúdská Arábie, Egypt, Maroko), ale také do Číny nebo USA.
| Země      | Působení na trhu | Počet provozoven | Poznámky                                                                                                  |
| --------- | ---------------- | ---------------- | --- |
| Česko     | 2003–            | 57               | Domovská země společnosti. Funguje v Česku od vzniku konceptu v roce 2003.                                |
| Slovensko | 2012–            | 3                | První pobočka mimo Česko, otevřena roku 2012 v Bratislavě. V roce 2015 otevřena druhá, také v Bratislavě. |